# Вааранді Дебора Юліанівна
Вааранді Дебора Юліанівна (н. 18 серпня (1 вересня) 1916 р., м. Виру, Естонія) — естонська радянська поетеса, народна письменниця Естонської РСР (з 1971 р.). 

## Життєпис
Член КПРС з 1940 р. Автор першої збірки віршів «Під палаючим небом» (1945 р.), що відображає період Великої Вітчизняної війни. Інші збірки «Під шум прибою» (1948 р.), «Мрійник біля вікна» (1959 р.), «Хліб прибережних рівнин» (1965 р.), «Вибрані вірші» (1966 р.) — про соціалістичне будівництво в Естонії, історичне минуле естонського народу. Також автор публіцистичних творів і дорожніх нотаток. Учасниця Великої Вітчизняної війни, нагороджена орденом Леніна, орденом Жовтневої Революції, іншими орденами та медалями.

## Український переклад
- Вірші. В кн.: Сузір’я, вип. 5. К., 1971;[3]